# Jászai Mari-díj
A Jászai Mari-díj a Magyar Népköztársaság Minisztertanácsa által 1953-ban alapított díj, a legmagasabb magyar állami színművészeti elismerés. Névadója Jászai Mari, a drámai színjátszás nagy művésze volt.
H: babérlevelekből kialakított keretben felirat: JÁSZAI/ MARI/DÍJ; mj.: KNA, perem alján beütve; ö., br., 0 70 mm 
Eredetileg kettő, 1955-től 1976-ig három fokozata volt. Minden évben április 4-én adták át, általában tíz főnek. 1992-ben a Művelődési és Közoktatási Minisztérium újraalapította, s kiterjesztette a színháztudományi tevékenység elismerésére is. A díj bronzváltozata látható ezen a honlapon:
Odaítélésére egy tíz főből álló szakmai szervezetekből delegált kuratórium tesz javaslatot a mindenkori kultuszminiszternek. 1976 óta egy fokozata van, 1992 óta március 15-én adják át általában 13 főnek.
A díjhoz pénzjutalom jár, amely illeték- és adómentes.

## Jogi háttér
3/1999. (II. 24.) NKÖM rendelet A nemzeti kulturális örökség minisztere által adományozható művészeti és egyéb szakmai díjakról
2017 https://kritikusceh.wordpress.com/2017/06/07/egy-levelezes-tortenete/

## Díjazottak

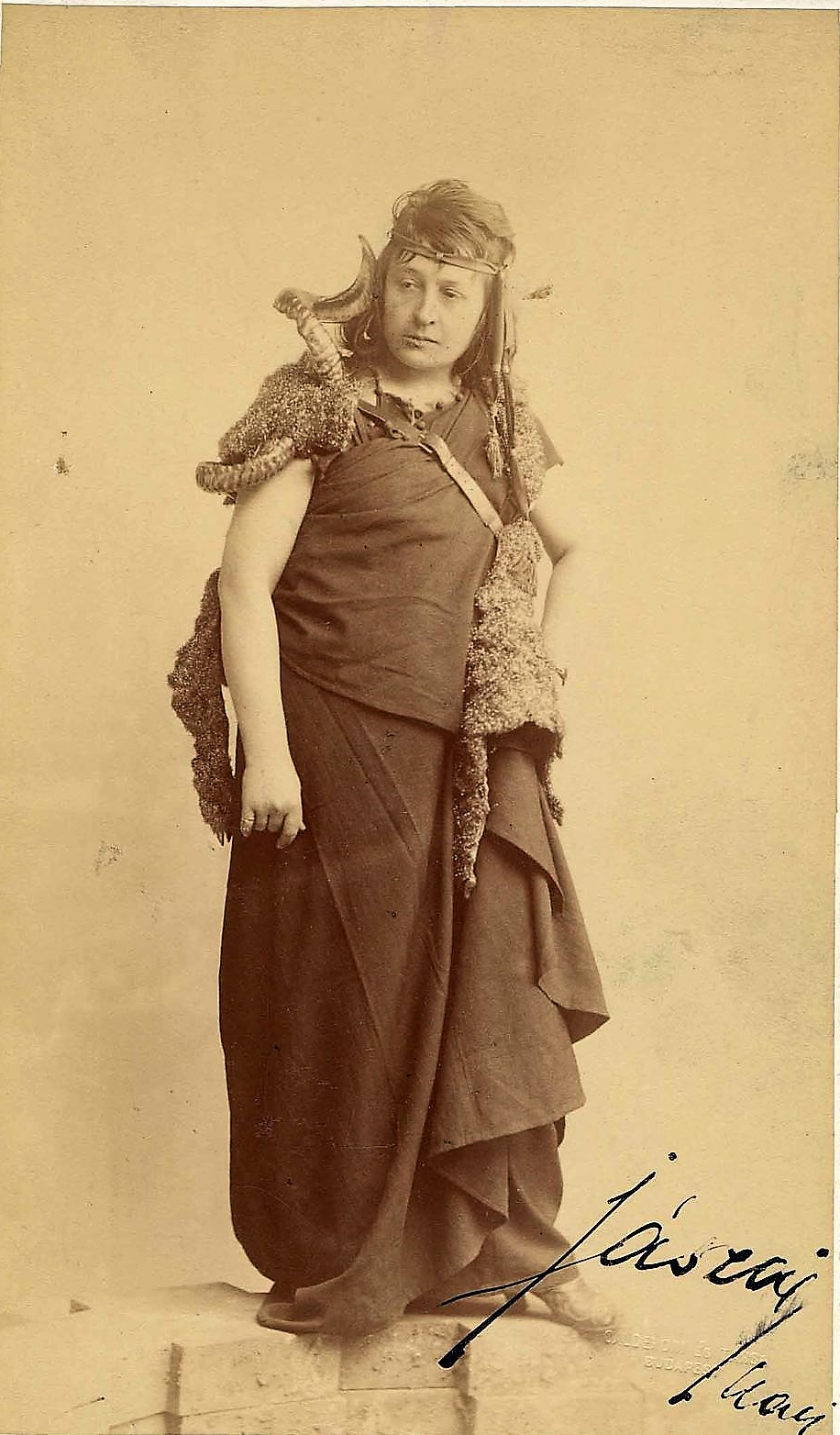
Jászai Mari mint Médea (1887)

### 2025
- Bank Tamás, színművész, a Játékszín Nonprofit Közhasznú Kft. ügyvezető igazgatója
- Berettyán Sándor, színművész
- Dóczy Péter, színművész, rendező
- Ivaskovics Viktor, színművész
- Kovács István, színművész
- Nagy Gábor, színművész
- Novák Péter, színművész, előadóművész
- Nyári Szilvia, színművész

### 2024
- Bordán Irén színművész
- Ivancsics Ilona színművész, az Ivancsics Ilona és Színtársai alapítója és művészeti vezetője
- Janza Kata, a Budapesti Operettszínház színművésze
- Kiss Gergely Máté, a debreceni Csokonai Nemzeti Színház színművésze
- Kőrösi Csaba, a veszprémi Petőfi Színház színművésze
- Mészáros Tibor színművész, a kaposvári Csiky Gergely Színház művészeti igazgatója
- Olt Tamás színművész, a Karinthy Színház ügyvezető igazgatója
- Panek Kati, a Kolozsvári Állami Magyar Színház nyugalmazott színművésze

### 2023
- Ács Eszter, a Nemzeti Színház színművésze
- Darabont Mikold, a Pécsi Nemzeti Színház színművésze
- Fazakas Géza, a Kecskeméti Katona József Nemzeti Színház színművésze
- Mokos Attila, a Komáromi Jókai Színház színművésze
- Nagyváradi Erzsébet, a Gózon Gyula Kamaraszínház színművésze
- Pikali Gerda, a József Attila Színház színművésze
- Szilágyi Enikő, a Budapesti Operettszínház színművésze, és a Színház- és Filmművészeti Egyetem művészi beszédtanára
- Vásári Mónika, a Budapesti Operettszínház színművésze

### 2022
- Bakota Árpád, a Csokonai Színház színművésze
- Berettyán Nándor, a Nemzeti Színház, Karinthy Színház színművésze
- Csomós Lajos, a Békéscsabai Jókai Színház színművésze
- Nyári Oszkár, a Kaposvári Csiky Gergely Színház színművésze
- Szabó Győző, a Thália Színház színművésze
- Szabó-Sipos Barnabás színművész
- Timkó Eszter, az Újszínház színművésze
- Vida Péter, a Thália Színház színművésze

### 2021
- Homonnay Zsolt színművész
- Seregi Zoltán rendező, színházigazgató
- Zöld Csaba színművész
- Tarpai Viktória színművész
- Mira János díszlettervező
- Jászai László színművész
- Nagy Sándor színművész
- Szabó K. István színházi rendező

### 2020
- Andrássy Attila író, rendező
- Bakos-Kiss Gábor színművész
- Dánielfy Zsolt színművész
- Gera Marina színművész
- Mahó Andrea színművész
- Mészáros Sára színművész
- Rusz Márk Milán színművész
- Sára Bernadette színművész

### 2019
- Bucz Hunor, a Térszínház Egyesület igazgató-rendezője
- Gál Tamás, a hetényi Csavar Színház színművésze
- Gregor Bernadett az Újszínház színművésze
- Horányi László színművész, az Esztergomi Várszínház igazgató-művészeti vezetője
- Huszárik Kata, a Maladype Színház színművésze
- Kálló Béla, a Magyar Kanizsai Udvari Kamaraszínház színművésze
- Kis Domonkos Márk színművész, a Váci Dunakanyar Színház ügyvezető igazgatója
- Kovács Edit, a Békéscsabai Jókai Színház színművésze
- Lapis Erika, a tatabányai Jászai Mari Színház színművésze
- Létay Dóra, a budapesti József Attila Színház színművésze
- Lux Ádám, az Újszínház színművésze
- Papadimitriu Athina, a Budapesti Operettszínház, a Nemzeti Lovas Színház és a Spirit Színház színművésze
- Pataki András főrendező, a Pro Kultúra Sopron ügyvezető igazgatója
- Pindroch Csaba, a Thália Színház színművésze
- Szente Vajk, a Madách Színház rendezője
- Vass György, az Újszínház színművésze

### 2018
- Bajomi Nagy György, a szombathelyi Weöres Sándor Színház színművésze
- Borbély Alexandra, a budapesti Katona József Színház színművésze
- Harsányi Attila, a Miskolci Nemzeti Színház és az Aradi Kamaraszínház színművésze
- Krisztik Csaba, a székesfehérvári Vörösmarty Színház színművésze
- Lipics Zsolt, a Pécsi Nemzeti Színház színművésze
- Szabó Márta, a nyíregyházi Móricz Zsigmond Színház színművésze
- Tenki Réka, a budapesti Örkény István Színház színművésze
- Velich Rita, a Budapesti Operettszínház vezető jelmeztervezője

### 2017
- Crespo Rodrigo, a tatabányai Jászai Mari Színház igazgatója, színművész
- Fehér Tibor, a Nemzeti Színház színművésze
- G. Erdélyi Hermina, a Szabadkai Népszínház színművésze
- Lengyel Tamás, a Vígszínház színművésze
- Pelsőczy Réka, a budapesti Katona József Színház színművésze, rendezője
- Saárossy Kinga, az egri Gárdonyi Géza Színház, színművésze
- Tresz Zsuzsanna, a pécsi Nemzeti Színház díszlet- és jelmeztervezője
- Varga Klári, a debreceni Csokonai Nemzeti Színház színművésze

### 2016
- Bánky Gábor, a Pécsi Nemzeti Színház színművésze
- Bérczes László, a kaposvári Csiky Gergely Színház művészeti vezetője
- Csőre Gábor, a Vígszínház színművésze
- Gidró Katalin, a Szegedi Nemzeti Színház színművésze
- Gubás Gabi, a Thália Színház színművésze
- Mátray László, a sepsiszentgyörgyi Tamási Áron Színház színművésze
- Molnár Nikolett, a Szolnoki Szigligeti Színház színművésze

### 2015
- Fekete Péter igazgató
- Guelmino Sándor színházi rendező, dramaturg
- Kautzky Armand színművész
- Kiss József drámaíró, dramaturg, színházi rendező
- Láng József színművész
- Sáfár Mónika színművész
- Újhelyi Kinga színművész

### 2014
- Barabás Botond színművész
- Blaskó Balázs igazgató
- Járai Máté színművész
- Nagy Viktor rendező
- Rátkai Erzsébet jelmeztervező
- Ruttkay Laura színművész
- Tompos Kátya színművész

### 2013
- Csányi Sándor színművész
- Cselényi Nóra jelmeztervező
- Dolhai Attila színművész
- Kara Tünde színművész
- Oberfrank Pál színművész
- Radó Denise színművész
- Sasvári Sándor színművész

### 2012
- Bartus Gyula színművész
- Bognár Gyöngyvér színművész
- Kardos M. Róbert színművész
- Keresztes Tamás színművész
- Kertész Marcella színművész
- Király Nina színháztörténész
- Köles Ferenc színművész
- Nagy Ervin színművész
- Rácz József színművész
- Szamosi Zsófia színművész
- Szűcs Gábor színművész, rendező
- Tóth Auguszta színművész
- Tóth Tibor színművész

### 2011
- Árvai György, díszlet- és jelmeztervező
- Bodó Viktor, rendező, Szputnyik Hajózási Társaság
- Fesztbaum Béla, színművész, Vígszínház
- Hajduk Károly, színművész, Katona József Színház
- Hatházi András, színművész, Kolozsvári Állami Magyar Színház
- Hegedűs Zoltán, színművész, Katona József Színház, Kecskemét
- Kristán Attila, színművész, Csokonai Nemzeti Színház
- Molnár László, színművész, Szigligeti Színház
- Péter Hilda, színművész, Kolozsvári Állami Magyar Színház[16]
- Stefanovics Angéla, színművész, Budapesti Kamaraszínház
- Szávai Viktória, színművész, Radnóti Miklós Színház
- Vicei Natália, színművész, Szabadkai Népszínház
- Viczián Ottó, színművész

### 2010
- Balázs Áron, az Újvidéki Színház színművésze[17]
- Balsai Móni, a Székesfehérvári Vörösmarty Színház színművésze
- Bodolay Géza, a Szegedi Nemzeti Színház rendezője
- Bozó Andrea, az egri Gárdonyi Géza Színház színművésze
- Csík György, díszlet- és jelmeztervező[17]
- Debreczeny Csaba, az Örkény István Színház színművésze
- Egyed Attila, színművész, a Tatabányai Jászai Mari Színház virtuális társulat tagja
- Elek Ferenc, a Katona József Színház színművésze
- Kézdi Imola, a Kolozsvári Állami Magyar Színház színművésze
- Láng Annamária, színművész
- Pálfi Ervin, a szabadkai Népszínház színművésze[17]
- Pálfi Kata, az Új Színház színművésze
- Seres Ildikó, a Miskolci Nemzeti Színház színművésze

### 2009
- Ágh Márton díszlettervező[18]
- Balázsovits Edit színművész
- Besenczi Árpád, a József Attila Színház színművésze
- Haás Vander Péter, a Budapesti Kamaraszínház Kht. színművésze
- Horváth László Attila, a nyíregyházi Móricz Zsigmond Színház színművésze[19]
- Karczag Ferenc, a szolnoki Szigligeti Színház színművésze
- Kiss Ernő, a zalaegerszegi Hevesi Sándor Színház színművésze
- Rezes Judit, a Katona József Színház színművésze
- Scherer Péter színművész
- Szirtes Gábor, a Miskolci Nemzeti Színház színművésze
- Urbán András, a szabadkai Kosztolányi Színház igazgató-rendezője
- Váta Loránd Mihály, a sepsiszentgyörgyi Tamási Áron Színház színművésze (ma a Kolozsvári Állami Magyar Színház színésze)
- Veress Anna dramaturg

### 2008
- Bagossy Levente díszlettervező
- Bakai László színművész
- Balázs Zoltán, a Bárka Színház színész-rendezője
- Bíró Kriszta, az Örkény István Színház színművésze
- Csarnóy Zsuzsanna, a veszprémi Petőfi Színház színművésze
- Fülöp Zoltán, a csíkszeredai Csíki Játékszín színművésze
- Győrffy András, a marosvásárhelyi Nemzeti Színház színművésze
- Kovács Frigyes, a szabadkai Népszínház színművésze
- Mészáros Máté, az egri Gárdonyi Géza Színház színművésze
- Schnell Ádám, a budapesti József Attila Színház színművésze
- Szabó P. Szilveszter, a Budapesti Operettszínház színművésze[20]
- Szalma Tamás, a veszprémi Petőfi Színház színművésze
- Tasnádi Csaba, a nyíregyházi Móricz Zsigmond Színház igazgató-rendezője

### 2007
- B. Fülöp Erzsébet, a Marosvásárhelyi Nemzeti Színház Tompa Miklós Társulatának színművésze
- Erkel László „Kentaur” díszlettervező
- Hámori Gabriella, az Örkény István Színház színművésze
- Honti György, a tatabányai Jászai Mari Színház színművésze[21]
- Hunyadkürti István, a Miskolci Nemzeti Színház színművésze
- Kocsis Gergely, a budapesti Katona József Színház színművésze
- Kocsis Judit, a József Attila Színház színművésze
- Kocsis Pál, a kaposvári Csiky Gergely Színház színművésze
- Kőszegi Ákos, a kecskeméti Katona József Színház színművésze
- Nemes Levente, a sepsiszentgyörgyi Tamási Áron Színház színművésze
- Rába Roland, a Krétakör Színház színművésze
- Szűcs Katalin Ágnes, a Critikai Lapok főszerkesztője
- Szűcs Nelli,[22] a Beregszászi Illyés Gyula Magyar Nemzeti Színház és a debreceni Csokonai Nemzeti Színház színművésze

### 2006
- Balogh Erika, a Kecskeméti Katona József Színház színművésze
- Forgács Péter, a Győri Nemzeti Színház színművésze
- Füzér Anni, színházi díszlet- és jelmeztervező
- Hernyák György, a Szabadkai Népszínház főrendezője
- Kamarás Iván, a Vígszínház színművésze
- Lőkös Ildikó, az Új Színház dramaturgja
- Máhr Ági, a Miskolci Nemzeti Színház színművésze
- Novák Eszter, rendező
- Schneider Zoltán, a Radnóti Miklós Színház színművésze
- Söptei Andrea, a Nemzeti Színház színművésze
- Szabó Tibor, színművész
- Szélyes Ferenc, a Marosvásárhelyi Nemzeti Színház Tompa Miklós Társulatának színművésze
- Szinetár Dóra, Budapesti Operettszínház énekes színművésze

### 2005
- Bányai Tamás világítás-tervező
- Bíró József nagyváradi születésű színművész
- Csuja Imre, az Örkény Színház színművésze
- Dobre-Kóthay Judit, a Marosvásárhelyi Nemzeti Színház díszlet- és jelmeztervezője
- Fabó Tibor, a Komáromi Jókai Színház színművésze
- Fillár István, a Pécsi Nemzeti Színház színművésze
- Hunyadkürti György, a Kaposvári Csiky Gergely Színház színművésze
- Nyári Zoltán, a Budapesti Operettszínház színművésze
- Ónodi Eszter, a Katona József Színház színművésze
- Schilling Árpád, a Krétakör Színház művészeti vezetője
- Soltész Erzsébet, a Pesti Magyar Színház színművésze
- Tordai Hajnal, a Pesti Magyar Színház jelmeztervezője
- Töreky Zsuzsa színművész

### 2004
- Bagossy László rendező
- Bandor Éva komáromi színművésznő
- Barabás Olga marosvásárhelyi rendező, művészeti vezető
- Benedek Mari tervező
- Bertók Lajos színművész
- Gyuricza István színművész
- Maszlay István színművész
- Mucsi Zoltán színművész
- Nánay István kritikus
- Oláh Zsuzsa színművésznő
- Pálffy Tibor, a sepsiszentgyörgyi Tamási Áron Színház színművésze
- Radnai Annamária dramaturg
- Spolarics Andrea színművésznő

### 2003
- Bocsárdi László, a sepsiszentgyörgyi Tamási Áron Színház rendezője
- Fullajtár Andrea, a Katona József Színház színművésze
- Kaszás Gergő, az egri Gárdonyi Géza Színház színművésze
- Khell Csörsz vizuális tervező
- Mezei Kinga, az Újvidéki Színház rendezője
- Miske László, a debreceni Csokonai Nemzeti Színház színművésze
- Őze Áron, a Pesti Magyar Színház színművésze
- Pintér Béla, a Szkéné Színház rendezője
- Szegedi Dezső,[23] a Miskolci Nemzeti Színház színművésze
- Terhes Sándor színművész
- Tóth József színművész
- Trill Zsolt, a Beregszászi Illyés Gyula Magyar Nemzeti Színház színművésze
- Ungár Júlia, a Katona József Színház dramaturgja

### 2002
- Ambrus Mária díszlettervező (építészmérnök)
- Anger Zsolt, a kaposvári Csiky Gergely Színház színművésze
- Bagó Bertalan, a zalaegerszegi Hevesi Sándor Színház főrendezője
- Balázs Attila, a temesvári Csiky Gergely Állami Magyar Színház színművésze
- Bogdán Zsolt, a Kolozsvári Állami Magyar Színház színművésze
- Epres Attila, a kecskeméti Katona József Színház színművésze
- Fekete Ernő, a budapesti Katona József Színház színművésze
- Forgách András dramaturg
- Horváth Lili, a Budapesti Kamaraszínház színművésznője
- Horváth Zsuzsa, a Bolygó Kultusz Motel színművésznője
- Kuna Károly, a székesfehérvári Vörösmarty Színház színművésze
- Széles László színművész
- Vidnyánszky Attila, a Beregszászi Illyés Gyula Magyar Nemzeti Színház alapító igazgató-főrendezője

## Korábbi díjazottak
- 2001 Czintos József, Csanádi Judit, Csankó Zoltán, Csíky András, Dráfi Mátyás, Ilyés Róbert, Jakab Tamás, Lengyel Ferenc, Nagy Mari, Ujvári Janka, Upor László, Varga Zsuzsa, Vincze János
- 2000 Csányi János, Csoma Judit, Hegyi Barbara, Kiss Csaba, Novák János, Schell Judit, Seress Zoltán, Stohl András
- 1999 Andai Györgyi, Dengyel Iván, Dőry Virág, Horváth Lajos Ottó, Mészáros István, Molnár Zsuzsa, Morcsányi Géza, Orosz Klaudia, Székely B. Miklós, Znamenák István
- 1998 Borbás Gabi, Börcsök Enikő, Bregyán Péter, Gyabronka József, Martin Márta, Meczner János, Monori Lili, Szerednyey Béla, Zeke Edit, Zsótér Sándor
- 1997 Farkas Ignác, Füsti Molnár Éva, Gazsó György, Gáspár Tibor, Kelemen József, Majzik Edit, Murányi Tünde, Peremartoni Krisztina, Szilágyi Zsuzsa
- 1996 Csendes László, Dobák Lívia, Für Anikó, Györgyi Anna, Kerekes József, Konter László, Tóth-Tahi Máté, Varga Éva, Varga Mária[24]
- 1995 Alföldi Róbert, Bertalan Ágnes, Fehér Anna, Halasi Imre, Kalocsai Zsuzsa, Kovács Zsolt, László Zsolt, Mohácsi János, Szegő György, Varga Zoltán
- 1994 Csere László, Duró Győző, Görög László, M. Horváth József, Hőgye Zsuzsanna, Khell Zsolt, Korcsmáros György, Pregitzer Fruzsina, Szervét Tibor, Tóth Ildikó[25]
- 1993 Egri Márta, Fazekas István, Méhes László, Menczel Róbert, Paudits Béla, Pápai Erika, Rátóti Zoltán, Rubold Ödön, Szolnoki Tibor, Újvári Zoltán
- 1992 Böhm György, Csizmadia Tibor, Derzsi János, Hollósi Frigyes, Kiss Mari, Kovács Lajos, Kováts Adél, Nagy-Kálózy Eszter, Nemcsák Károly, Szarvas József
- 1991 Antal Csaba, Árkosi Árpád, Helyey László, Kerekes Éva, Mácsai Pál, Mertz Tibor, Pásztor Edina, Ráckevei Anna, Rudolf Péter
- 1990 Bereczky Erzsébet, Bezerédi Zoltán, Borbiczki Ferenc, Cseke Péter, Csikós Attila, Gruber Hugó, Harsányi Frigyes, Kaszás Attila, Labancz Borbála, Mihályi Győző, Pinczés István, Szélyes Imre, Szlávik István, Ujlaki Dénes
- 1989 Eszenyi Enikő, Hirtling István, ifj. Kőmíves Sándor, Kulka János, Mészáros Tamás, Nagy Anikó,[26] Pathó István, Safranek Károly, Szegvári Menyhért, Szőke István, Takács Katalin,[27] Tatár Eszter, Vándor Éva, Weisz György
- 1988 Barbinek Péter, Bencze Ilona, Csurka László, Demjén Gyöngyvér,[28] Fodor Tamás, Ivánka Csaba, Józsa Imre, Kalmár Tibor,[29] Latabár Kálmán, ifj., Meszléry Judit, Sándor György, Spindler Béla, Szikora János, Szirtes Ági, Turcsányi Erzsébet
- 1987 Ács János, Bajcsay Mária, Balogh Géza, Bán János, Csikos Sándor,[30] Harsányi Gábor, Illés István, Koltai Tamás, Kováts Kriszta, Magos György, Nagy Anna, Pap Vera, Tóth Judit, Zsadon Andrea
- 1986 Eperjes Károly, Felkai Eszter,[31] Gallay Judit, Gáspár Sándor, Gáti Oszkár, Hernádi Judit, Kós Lajos, Kubik Anna, Lázár Kati, Reviczky Gábor, Sallai Mihály, Straub Dezső, Sunyovszky Szilvia, Szakács Györgyi, Szersén Gyula, Tiboldi Mária
- 1985 Básti Juli, Bubik István, Dunai Tamás, Egri Kati, Fekete Gizi, Géczy Dorottya, Kemenes Fanni, Kiss Jenő, Korcsmáros Jenő, Körtvélyessy Zsolt, Lékay Ottó, Léner Péter, Lukáts Andor, Mikó István, Oszvald Marika, Papp Zoltán, Sólyom Katalin, Szakácsi Sándor, Szántó Judit,[32] Székhelyi József, Szigeti András, Tordai Teri
- 1984 Axt László, Balkay Géza, Bárány Frigyes, Császár Angela, Dánffy Sándor, Gálffi László, Gálfy László, Gombár Judit, Götz Béla, Juhász Jácint, Kránitz Lajos, Levente Péter, Máté Gábor, Szokolay Ottó, Turián György, Uri István, Vári Éva, Velenczey István
- 1983 Ascher Tamás, Bács Ferenc, Baranyai Ibolya, Erdős István, Igó Éva, Kautzky József, Marik Péter,[33] Oszter Sándor, Piros Ildikó, Udvaros Dorottya, Ujréti László, Verebes István
- 1982 Balázs Péter, Benkő Péter, Csákányi Eszter, Csiszár Imre,[34] Falvay Klára, Farkas Bálint, Fóthy Edit, Gali László, Hetényi Pál, Káldi Nóra, Kapás Dezső, Richter József
- 1981 Bánsági Ildikó, Benedek Miklós, Blaskó Péter, Fonyó István, Jánoskúti Márta, Kézdy György, Kopányi György, Perlaki István, Sas József, Szabó Éva, Szirtes Tamás, Vallai Péter
- 1980 Andorai Péter, Balogh Zsuzsa, Bodnár Erika, Bor József, Donnert Károly, Gálvölgyi János, Hámori Ildikó, Hegedűs D. Géza, Kovács Zsuzsa, Paál István, Pákozdi János, Pós Sándor, Radnóti Zsuzsa, Sándor János, Timár Béla
- 1979 Bánd Anna, Benkő Péter, Dénes Piroska, Faragó Vera, Felföldi Anikó, Gáspár János, Horesnyi László, Horváth László, Koós Olga, Kőváry Katalin, Pataky Imre, Rajhona Ádám, Szombathy Gyula, Valló Péter, Zsilák György
- 1978 Áts Gyula, Gyurkó Henrik, Joós László, Jordán Tamás, Kern András, Kozák András, Kóti Árpád, Lukács Sándor, Moór Marianna, Pogány Judit, Szacsvay László, Vadász Gyula
- 1977 Babarczy László, Bálint András, Csajági János, Dobos Ildikó, Gyöngyössy Katalin, Hacser Józsa, Kerényi Imre, Koltai János, Kristóf István, Kútvölgyi Erzsébet, Mikes Lilla, Molnár Piroska, Pásztor Erzsi, Ronyecz Mária, Tordy Géza, Trokán Péter, ifj. Ujlaky László
- 1976 Csányi Árpád, Iglódi István, Jászai László, Kertész Péter, Koltai Róbert, Márton András, Nyilassy Judit, Pécsi Ildikó, Pethes György, Petrik József, Piróth Gyula, Sárközy Zoltán, Szakály Márta, Voith Ági
- 1975 Apor Noémi, Dégi István, Gyurkovics Zsuzsa, Horváth József, Jurka László, Kállay Ilona, Komlós Sándor, Koós Iván, Marton László, Nagy Attila, Pétervári István, Ruszt József, Soós Lajos, Szakács Eszter, Szigeti Károly, Szilágyi Tibor, Török Tamás,[35] Vajda László, Venczel Vera
- 1974 Bölöni Kiss István, Csala Zsuzsa, Esztergályos Cecília, Göndör Klára, Győry Emil, Kaló Flórián, Lehoczky Zsuzsa, Marton Frigyes, Schütz Ila, Solymosi Ottó, Szabó Kálmán, Sztankay István, Székely Gábor, Tahi Tóth László, Várnagy Katalin, Zolnay Zsuzsa, Zsámbéki Gábor
- 1973 Almási Éva, Béres Ilona, Bozó László, Csomós Mari, Harsányi Gábor, Hofi Géza, Holl István, Horváth Gyula, Jobba Gabi, Lőte Attila, Sík Ferenc, Szegedi Erika,[36] Székely László, Kőszegi Gyula
- 1972 Drahota Andrea, Gál István,[37] Gosztonyi János, Haumann Péter, Márkus László, Németh Sándor, Pap Éva, Sándor János, Sinkó László, Szigeti Géza, Tímár Éva, Tomanek Nándor, S. Tóth József, Vágó Nelly, Verebély Iván
- 1971 Benedek Árpád, Forgács Tibor, Fülöp Zsigmond, Halász Judit, Huszti Péter, Kozák András, Máthé Erzsi, Mester János, Schäffer Judit, Szentirmay Éva, Vass Károly
- 1970 Csernus Mariann, Elekes Pál, Hofi Géza, Haumann Péter, Iglódi István, Jánosa Lajos, Majczen Mária,[38] Mécs Károly, Orlóczi Béla, Őze Lajos, Pápai Erzsi, Szemes Mari, Szendrő József, Tánczos Tibor, Tordy Géza
- 1969 Avar István, Barlay Gusztáv, Háray Ferenc, Köpeczi Bócz István, Mensáros László, Moór Marianna, Nógrádi Róbert,[39] Paláncz Ferenc, Szoboszlai Sándor, Törőcsik Mari, Weisz Nándor
- 1968 Demeter Hedvig, Galambos Erzsi, Giricz Mátyás, Gyenge Árpád, Halász László, Kohut Magda, Koncz Gábor, Kovács Gyula, Lorán Lenke, Marton Frigyes, Somogyvári Rudolf, Szántó Margit, Várady György, Zenthe Ferenc, Zsudi József
- 1967 Bodrogi Gyula, Bródy Vera, Darvas Iván Horváth Sándor, Jurik Júlia,[40] Kibédi Ervin, Király Levente, Koós Iván, Miszlay István, Pándy Lajos, Sárosdy Rezső, Szénási Ernő, Tyll Attila, Upor Péter,[41] Varga Géza, Vata Emil, Végvári Tamás
- 1966 Andaházy Margit,[42] Dobai Vilmos,[43] Donnert János, Gerbár Tibor, György László, Hadics László,[44] Hajdú Endre, Horkai János, Kabos László, Körmendi János, Latinovits Zoltán, Lehoczky Zsuzsa, Medgyesi Mária, Nagy Attila, Oláh György, Polgár Géza, Raksányi Gellért, Sztankay István, Tomanek Nándor
- 1965 Bánffy György, Csongrádi Mária, Demján Éva,[45] Domján Edit, Eötvös Gábor, Fehér Miklós, Fekete Tibor, Garas Dezső, Gelley Kornél, Horváth Jenő,[46] Jancsó Adrienne, Bölöni Kiss István, Kovács János, Lengyel György, Mialkovszky Erzsébet, Mentes József, Paál László, Simor Ottó, Stefanik Irén,[47] Varga Gyula
- 1964 Békés Itala, Cselényi József, Cserés Miklós, Csorba István, Dégi István, Hegedűs Ágnes, Horváth Teri, Iványi József,[48] Kazán István, Kovács Mária, Lóránd Hanna, Rimanóczy Yvonne, Sallai Kornélia, Simon Tibor, Törőcsik Mari, Vargha Irén
- 1963 Ambrus Edit, Avar István, Berek Kati, Feleki Sári, Földi Teri, Garas Dezső, Gurnik Ilona, Gyólay Viktória, Hacser Józsa, Kamilly Judit, Kátay Endre, Keres Emil, Komor István, Máriáss József, Márkus László, Nagy István, Nyilassy Judit, Olsavszky Éva, Szabó Ottó, Vass Éva, Zsurzs Éva
- 1962 Agárdy Gábor, Barlay Gusztáv, Bitskey Tibor, Bodrogi Gyula, Fogarassy Mária, Győri Ilona, Harkányi Endre, Kazimir Károly, Kertész László, Margitai Ági, Máthé Éva, Patassy Tibor, Psota Irén, Rozsos István, Simon György, Sinkovits Imre, Szabó Gyula, Vámos László, Versényi Ida
- 1961 Bángyörgyi Károly, Fenyvesi Balázs, Fonyó József, Horváth József, Kállay Ilona, Kassai Ilona, Keres Emil, Némethy Ferenc, Rátonyi Róbert, Sallós Gábor, Seregi László, Spányik Éva, Szinetár Miklós, Tábori Nóra
- 1960 Ádám Ottó, Csányi Árpád, Fillár István, Novák István, Orosz György, Somló Ferenc,[49] Szemes Mari, Szőnyi Kató, Váradi Hédi
- 1959 Angyal Sándor, Csinády István, Czéh Gitta, Farkas Anny, Fehér Tibor, Katona Ferenc, Kazán István, Kormos Lajos, Olsavszky Éva, Psota Irén, Rozsos István, Ruttkai Éva, Suka Sándor, Szabó Gyula
- 1958 Agárdy Gábor, Árva János, Bárdy György, Bitskey Tibor, Horváth Ferenc, Hegedűs Erzsébet, Hotti Éva, Kállai Ferenc, Kálmán György, Kohut Magda, Miklós Klára, Pálos György, Ruttkai Ottó, Vass Éva
- 1957 Berek Kati, Berényi Gábor, Deák Sándor, Csákányi László, Fónay Márta, Gordon Zsuzsa, Hadics László,[44] Hindi Sándor, Komlós Juci, Kozák László, Könyves Tóth Erzsi, Lontay Margit, Lukács Margit, Mádi Szabó Gábor, Rajz János, Tarsoly Elemér,[50] Tábori Nóra, Zentai Anna[51]
- 1956 Balajthy Andor, Benkő Gyula, Békés Rita, Földes Gábor, Horváth Teri, Horváth Tivadar, Inke László, Kazimir Károly, Kállai Ferenc, Kálmán György, Lendvay Ferenc, Márkus László, Máthé Erzsi, Mensáros László, Miklósy György, Rátonyi Róbert, Somogyvári Rudolf, Szinetár Miklós
- 1955 Bánki Zsuzsa, Besztercei Pál, Bicskey Károly, Darvas Iván, Ferrari Violetta, Gordon Zsuzsa, Molnár Tibor, Németh Marika, Ruttkai Éva, Sinkovits Imre, Szirtes Ádám, Vámos László
- 1954 Ádám Ottó, Bánki Zsuzsa, Kiss Manyi, Marton Endre, Olthy Magda, Petress Zsuzsa,[52] Petur Ilka, Pongrácz Imre, Soós Imre, Zenthe Ferenc
- 1953 Apáthi Imre, Jánoky Sándor, Lengyel Erzsi, Mányai Lajos, Pagonyi János, Rajczy Lajos, Szabó Sándor, Szemethy Endre, Szöllősy Irén, Ungváry László